# Wandignies-Hamage
Wandignies-Hamage é uma comuna francesa na região administrativa de Altos da França, no departamento do Norte. Estende-se por uma área de 6.3 km². Em 2010 a comuna tinha 1 327 habitantes (densidade: 210,6 hab./km²).